# Luz María Zetina
Luz María « Luzma » Zetina Lugo (née le 28 mai 1973 ou en 1975) est une actrice mexicaine, anciennement lauréate du concours de beauté Nuestra Belleza Mexico (Miss Mexique). Elle représenta son pays lors de Miss Univers le 12 mai 1995 en Namibie, avant d'étudier au Centre d'Éducation artistique de Televisa. Elle débuta dans la telenovela Ángela en 1998.

## Filmographie
- 1998 : Ángela
- 1999 : Cuento de Navidad
- 1999 : Rosalinda
- 1999 : Tres mujeres
- 2000 : Locura de amor
- 2001 : Diseñador ambos sexos
- 2003 : Dame tu cuerpo
- 2005 : Viva la mañana
- 2006 : Amor mio
- 2007 : Sexo y otros secretos
- 2013 : Por siempre mi amor